# Felipe Ovono
Felipe Ovono Mbang (Mongomo, 26 luglio 1993) è un calciatore equatoguineano, portiere del Sidama Coffee.

## Palmarès

### Club

#### Competizioni nazionali
- Campionato equatoguineano: 3

Sony Elá Nguema: 2009, 2011, 2012